# Abdel Khaliq Sarwat Pasha
Abdel Khalek Sarwat Pasha (1873 - 1928) var Egyptens Egyptens premierminister i to perioder; 1. marts 1922–30. november 1922 og 26. april 1927-16. marts 1928.